# Streblopus opatroides
Streblopus opatroides là một loài bọ cánh cứng trong họ Bọ hung (Scarabaeidae).